# Abu al-Fida
Abu al-Fida (arabă أبو الفدا ) numit și Abu al-Fida sau Abul Fida Ismail Hamwi (nume complet Abu Al-fida Ismail Ibn ali Al-malik Al-muayyad imad Ad-din, (uneori transliterat Abulfeda, Abul Feda, Abu Alfida sau în diferite alte moduri) (noiembrie 1273 - 27 octombrie 1331), istoric și geograf arab,cu rădăcini kurde, guvernator și apoi sultan al Hamei în actuala Sirie, membru al familiei Ayubizilor, cunoscut în Europa prin lucrările sale „Scurtă istorie a omenirii" și „Geografia", care cuprind informații și despre Dobrogea la începutul secolului XIV.